# ريكاردو فولر
ريكاردو فولر (بالإنجليزية: Ricardo Fuller)‏ (مواليد 31 أكتوبر 1979 في كينغستون - جامايكا) لاعب كرة قدم جامايكي يلعب حاليا لصالح نادي تشارلتون أثليتيك الإنجليزي في دوري الدرجة الأولى الإنجليزي منذ 2012 في مركز المهاجم .

## روابط خارجية
- ريكاردو فولر على موقع الاتحاد الدولي (مؤرشف)  (الإنجليزية)
- ريكاردو فولر على موقع قاعدة بيانات كرة القدم.إي يو (الإنجليزية)
- ريكاردو فولر على موقع ناشيونال فوتبول تيمز (الإنجليزية)
- ريكاردو فولر على موقع Soccerbase.com (لاعب) (الإنجليزية)
- ريكاردو فولر على موقع Soccerway.com (الإنجليزية)
- ريكاردو فولر على موقع عالم كرة القدم.نت (الإنجليزية)
- ريكاردو فولر على موقع كووورة